# Belgische Badmintonmeisterschaft 1969
Die Belgische Badmintonmeisterschaft 1969 fand in Brüssel statt. Es war die 21. Auflage der nationalen Badmintonmeisterschaften von Belgien.

## Titelträger
| Disziplin    | Sieger                         |
| ------------ | ------------------------------ |
| Herreneinzel | Roger Vanmeerbeek              |
| Dameneinzel  | June Jacques                   |
| Herrendoppel | Roger Vanmeerbeek Herman Moens |
| Damendoppel  | June Jacques Gerda Cairns      |
| Mixed        | Herman Moens Gerda Cairns      |